# هوغو بينيدا
هوغو بينيدا (بالإسبانية: Hugo Pineda) هو لاعب كرة قدم مكسيكي في مركز حراسة المرمى، ولد في 10 مايو 1962 في تامبيكو في المكسيك. شارك مع منتخب المكسيك لكرة القدم. أما مع النوادي، فقد لعب مع نادي أتلانتي ونادي أمريكا ونادي جامعة غوادالاخارا ونادي سان لويس ونادي نيكاكسا.

## وصلات خارجية
- هوغو بينيدا على موقع الاتحاد الدولي (مؤرشف)  (الإنجليزية)
- هوغو بينيدا على موقع قاعدة بيانات كرة القدم.إي يو (الإنجليزية)
- هوغو بينيدا على موقع ناشيونال فوتبول تيمز (الإنجليزية)